# 언어창작회의
언어창작회의(Language Creation Conference;LCC)는 언어창작모임(Language Creation Society)이 주도하는 언어창작에 대해 토의하는 연례 회의이다. 주된 주제는 새로운 언어를 생성하는 과정이며, 덧붙여 여러 특정언어들의 특징에 대해서도 논의한다. 제1회 언어창작회의는 2006년 4월 1일 캘리포니아 대학교 버클리에서 개최되었으며, 같은 대학에서 제2회 회의가 열렸다. 제3회 회의는 2008년 10월에 로드아일랜드 프로비던스의 브라운 대학에서 열렸다. 제4차 회의는 최초로 유럽으로 옮겨 독일 자르브뤼켄에서 열릴 예정이다.